# Hardy Binguila
Hardy Alain Samarange Binguila (ur. 17 lipca 1996 w Pointe-Noire) – kongijski piłkarz grający na pozycji ofensywnego pomocnika. Od 2018 jest zawodnikiem klubu CSMD Diables Noirs.

## Kariera klubowa
Swoją karierę piłkarską Binguila rozpoczął w klubie AC CNFF Brazzaville. W jego barwach zadebiutował w 2011 roku w kongijskiej lidze. W 2013 roku grał w CSMD Diables Noirs, a w 2014 w CARA Brazzaville. W 2015 roku przeszedł do AJ Auxerre, gdzie grał w rezerwach. Następnie był zawodnikiem albańskiego KF Tirana, a w 2018 wrócił do CSMD Diables Noirs.

## Kariera reprezentacyjna
W reprezentacji Konga Binguila zadebiutował 7 lipca 2013 w przegranym 1:2 meczu kwalifikacji do Mistrzostw Narodów Afryki 2014 z Demokratyczną Republiką Konga. W 2015 roku został powołany do kadry na Puchar Narodów Afryki 2015. Był na nim rezerwowym i nie wystąpił w żadnym meczu.